# Іванішкі
Іванішкі (пол. Iwaniszki) — село в Польщі, у гміні Пшеросль Сувальського повіту Підляського воєводства.
Населення — 65 осіб (2011).
У 1975-1998 роках село належало до Сувальського воєводства.

## Демографія
Демографічна структура станом на 31 березня 2011 року:
|          | Загалом | Допрацездатний вік | Працездатний вік | Постпрацездатний вік |
| -------- | ------- | ------------------ | ---------------- | -------------------- |
| Чоловіки | 31      | 8                  | 20               | 3                    |
| Жінки    | 34      | 8                  | 18               | 8                    |
| Разом    | 65      | 16                 | 38               | 11                   |